# باولو سيزار كاجو
باولو سيزار كاجو (بالبرتغالية: Paulo Cézar Lima‏) (مواليد 16 يونيو 1949) هو لاعب كرة قدم. يلعب مع منتخب البرازيل لكرة القدم. سبق له أن لعب في كأس العالم لكرة القدم مع منتخب بلاده.

## روابط خارجية
- باولو سيزار كاجو على موقع الاتحاد الدولي (مؤرشف)  (الإنجليزية)
- باولو سيزار كاجو على موقع الاتحاد الأوربي (الإنجليزية)
- باولو سيزار كاجو على موقع قاعدة بيانات كرة القدم.إي يو (الإنجليزية)
- باولو سيزار كاجو على موقع ناشيونال فوتبول تيمز (الإنجليزية)
- باولو سيزار كاجو على موقع عالم كرة القدم.نت (الإنجليزية)